# Custom 465

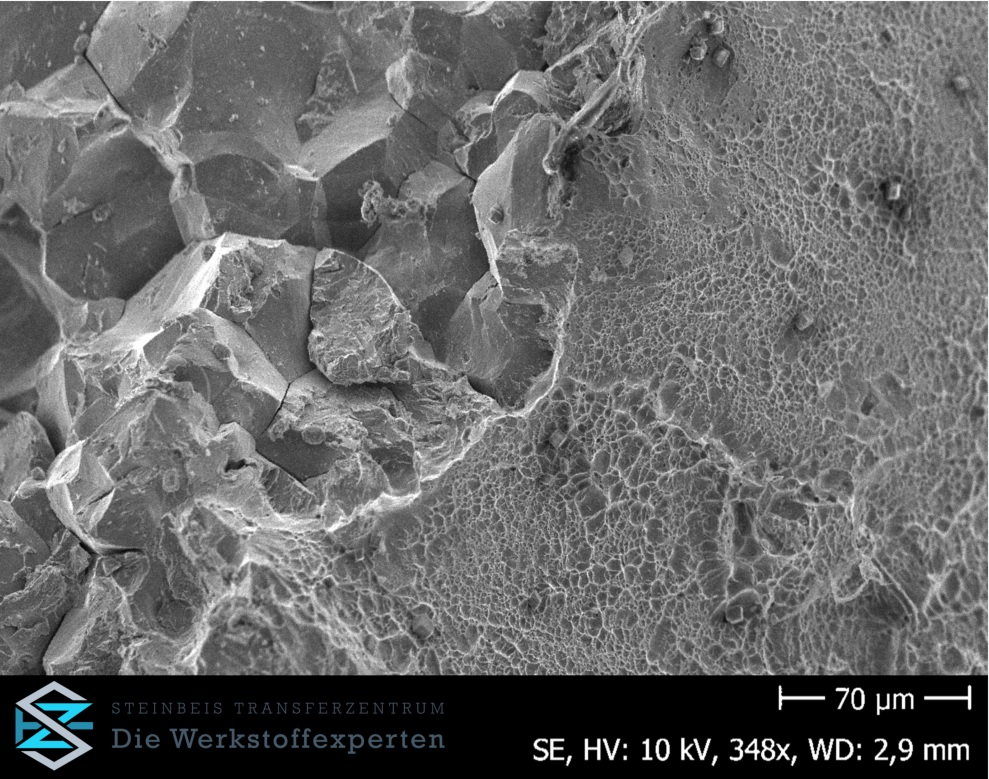
Wasserstoffversprödung bei Custom 465 unter einen Rasterelektronenmikroskop

Custom 465 ist der Markenname eines ultrahochfesten Stahls von Carpenter Technology. Der Stahl hat die UNS-Nummer S46500. Die Streckgrenze liegt bei 1722 N/mm2. Diese Streckgrenze wird erreicht, indem der Stahl bei über 482 °C gehärtet wird. An Custom 465 wurde seine Härtung erforscht, aber auch Arbeiten über die Wasserstoffversprödung sind über diesen Werkstoff erschienen. Die Werkstoffnummer ist 1.4614. Verwendung findet dieser Stahl in der Luftfahrt, in der Medizinaltechnik, im Fahrzeugbau, in der Chemischen Industrie, in der Pharmaindustrie und in  der Nahrungsmittelindustrie.